# Aero-Lloyd
Aero-Lloyd (Aero Lloyd) var rejsearrangør og pioner i dansk charterturisme, med de første flyrejser til den spanske ø Mallorca i det vestlige Middelhav. Selskabet blev stiftet i begyndelsen af 1950'erne af Henning Heinsdal, med Nina Holm som direktør, der sammen med rejseleder Povl Møller Tåsinge, senere informationschef gennem 23 år hos Spies Rejser, forsøgte at gøre Grønland til et grupperejse turistmål, hvilket kom til at koste dyrt, og medførte at Aero-Lloyd gik konkurs i 1967.

## Historie
En rejse til Mallorca med bus eller tog varede 36 timer i begyndelsen af 1950'erne. Det svenske charterluftfartsselskab Transair var i 1951 begyndt at sende rejsende til den spanske ø med fly. Den mulighed så den ny danske rejsearrangør Aero-Lloyd og direktør Nina Holm, som anskaffede (lejede) et to-motors Douglas DC-3 fly, som var tilovers efter WWII (2. Verdenskrig), til formålet. Flyet havde plads til 20 passagerer. Første afgang var i 1953 fra Kastrup Lufthavn, hvor flyveturen til det solrige Middelhav startede klokken otte om morgenen, og foregik med adskillige mellemlandinger for optankning, på grund af maskinens begrænsede rækkevidde, via Hamborg, Stuttgart, Lyon og Marseille, for efter 13 timers rejse at lande i Palma de Mallorca.
Aero-Lloyd markedførte sine Mallorca-rejser med sloganet: "Er vejret dårligt og humøret sløjt? Så flyv til Mallorca med Aero Loyd!"
Simon Spies, der var uddannet som cand.psych., arbejdede som rejseleder. Her mødte han, på en tur til den dengang ret upåagtede balariske ø Mallorca, en anden cand.psych. Henning Heinsdal, en inspirerende rejsepioner og stifter af Aero-Lloyd. Da Spies få år senere startede sit eget selskab Spies Rejser i 1956, turde han imidlertid ikke lægge ud med flyrejser, derimod gik turen til Mallorca med en lang togrejse, men allerede to år senere, tog han charterfly-springet. Han turde dog ikke binde an med en hel flyver og indgik derfor et samarbejde med direktør Nina Holm, hvor han købte 14 pladser på Aero-Lloyds Mallorca-maskine. Det var julen 1958, og en 8-dages rejse blev udbudt til 995 kroner. Nina Holm kunne godt se skriften på væggen. Hun var dengang direktør for rejsebranchens Rolls-Royce, men når hun nu skulle give plads til samme branches Folkevogn, ville udviklingen blive til fordel for Simon Spies.
Allerede i foråret 1959 var interessen for 8-dages ture til Mallorca så stor, at det ikke var muligt for Spies at skaffe nok pladser til efterspørgslen på Aero-Lloyds fly. Der var også grænser for, hvad Nina Holm kunne og ville yde en konkurrent, så aftalen ophørte. Spies Rejser indgik i stedet kontrakt med det norske flyselskab Norrøna, hvor man fik et to-motors Convair CV-240 fly med 33 pladser. Der blev imidlertid altid booket 34 passagerer, hvor den sidste fik en mindre prisgodtgørelse, mod at sidde på et klapsæde mellem piloterne i cockpittet. Året efter, i 1960 indgik Spies Rejser kontrakt med det nyetablerede danske charterluftfartsselskab Flying Enterprise.
Aero-Lloyds økonomi brast blandt andet også på et kostbart projekt, hvor Nina Holm, sammen med rejseleder Povl Møller Tåsinge, forsøgte at arrangere grupperejser til Grønland allerede i 1950'erne. Selskabet gik konkurs omkring 1960. Povl Møller Tåsinge blev efterfølgende informationschef hos Spies Rejser gennem 23 år.